# Niphobolus mechowii
Niphobolus mechowii là một loài dương xỉ trong họ Polypodiaceae. Loài này được Brause & Hieron. mô tả khoa học đầu tiên năm 1908.
Danh pháp khoa học của loài này chưa được làm sáng tỏ. 